# Raoul Dufy
Raoul Dufy (Le Havre, 3 de juny de 1877 - prop de Forcalquier, 23 de març de 1953) va ser un pintor fauvista, artista gràfic i dissenyador tèxtil francès. Va desenvolupar un estil colorit i decoratiu que es va fer popular en dissenys per a ceràmica, teles i esquemes decoratius d'edificis públics. Destaca per les seves escenes d'esdeveniments socials a l'aire lliure.